# Вінна (Свентокшиське воєводство)
Вінна (пол. Winna) — село в Польщі, у гміні Лаґув Келецького повіту Свентокшиського воєводства.
Населення — 47 осіб (2011).
У 1975-1998 роках село належало до Келецького воєводства.

## Демографія
Демографічна структура на день 31 березня 2011 року:
|          | Загалом | Допрацездатний вік | Працездатний вік | Постпрацездатний вік |
| -------- | ------- | ------------------ | ---------------- | -------------------- |
| Чоловіки | 23      | 4                  | 14               | 5                    |
| Жінки    | 24      | 4                  | 10               | 10                   |
| Разом    | 47      | 8                  | 24               | 15                   |